# فلوميتورون
الفلوميتورون (بالإنجليزية: Fluometuron)‏ مبيد أعشاب وأحد مثبطات التمثيل الضوئي. وهو عبارة عن مادة صلبة بلورية بيضاء اللون، صيغتها الكيميائية C10H11F3N2O ووزنها الجزيئي 232.20. تتراوح درجة انصهارها ما بين 163-164.5 درجة سيليزية. قابل للذوبان في الأسيتون والإيثانول وفي أغلب المذيبات العضوية. وافقت الولايات المتحدة على استخدامه في محاصيل القطن وقصب السكر في عام 1974، ولكن اقتصر استخدامه على القطن فقط منذ عام 1986 

## روابط خارجية
- Fluometuron in the Pesticide Properties DataBase (PPDB)